# Municipio de Jackson (condado de Dauphin)
El municipio de Jackson (en inglés: Jackson Township) es un municipio ubicado en el condado de Dauphin en el estado estadounidense de Pensilvania. En el año 2000 tenía una población de 1.728 habitantes y una densidad poblacional de 17.1 personas por km².

## Geografía
El municipio de Jackson se encuentra ubicado en las coordenadas 40°31′00″N 76°52′59″O / 40.51667, -76.88306.

## Demografía
Según la Oficina del Censo en 2000 los ingresos medios por hogar en la localidad eran de $47,330 y los ingresos medios por familia eran de $53,523. Los hombres tenían unos ingresos medios de $32,917 frente a los $25,032 para las mujeres. La renta per cápita de la localidad era de $21,181. Alrededor del 5,1% de la población estaba por debajo del umbral de pobreza.